# Вжесня (гмина)
Вжесня (пол. Września) — гмина (уезд) в Польше, входит как административная единица в Вжесьнёвский повет, Великопольское воеводство. Население — 44 125 человек (на 2008 год).

## Сельские округа
1. Бардо
2. Бежглин
3. Бежглинек
4. Хоцича-Мала
5. Хоцича-Велька
6. Хоцичка
7. Хвалибогово
8. Гонице
9. Гонички
10. Гоздово
11. Гжибово
12. Гульчево
13. Гутово-Мале
14. Гутово-Вельке
15. Качаново
16. Клепаж
17. Маженин
18. Нова-Весь-Крулевска
19. Облачково
20. Осово
21. Оточна
22. Псары-Мале
23. Псары-Польске
24. Псары-Вельке
25. Сендзивоево
26. Сломово
27. Собесерне
28. Соколово
29. Солечно
30. Станиславово
31. Стшижево
32. Венгерки
33. Вудки

## Прочие поселения
1. Бяленжыце
2. Бронишево
3. Гоздово-Млын
4. Гжимыславице
5. Гульчевко
6. Кавенчин
7. Мажелево
8. Надажице
9. Нерынгово
10. Носково
11. Новы-Фольварк
12. Острово-Шляхецке
13. Пшиборки
14. Радомице
15. Сломувко
16. Жерники

## Соседние гмины
1. Гмина Чернеево
2. Гмина Доминово
3. Гмина Колачково
4. Гмина Милослав
5. Гмина Некля
6. Гмина Неханово
7. Гмина Стшалково
8. Гмина Витково